# پورتلند (مین)

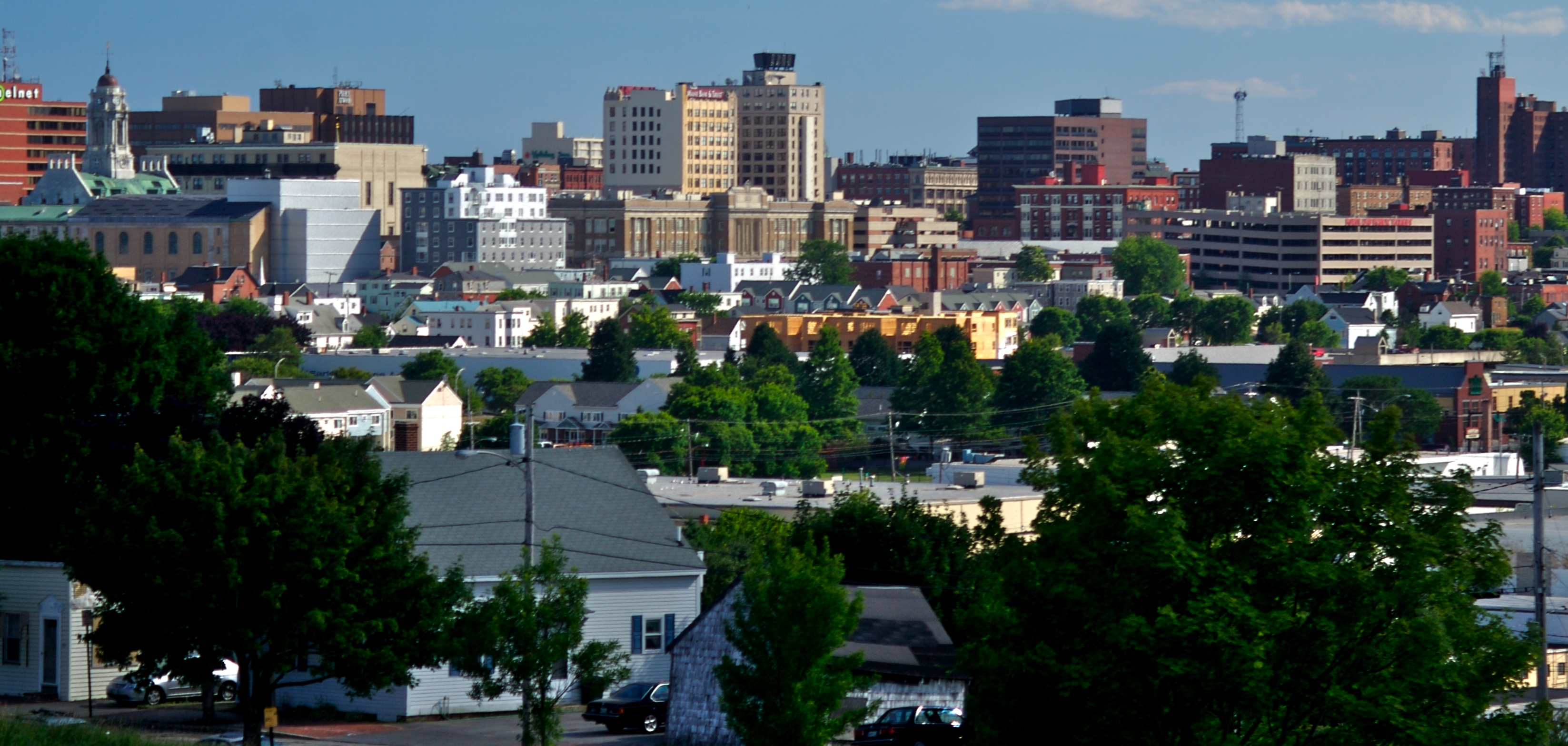

پورتلند (به انگلیسی: Portland) بزرگ‌ترین شهر ایالت مِین آمریکاست.

## نگارخانه

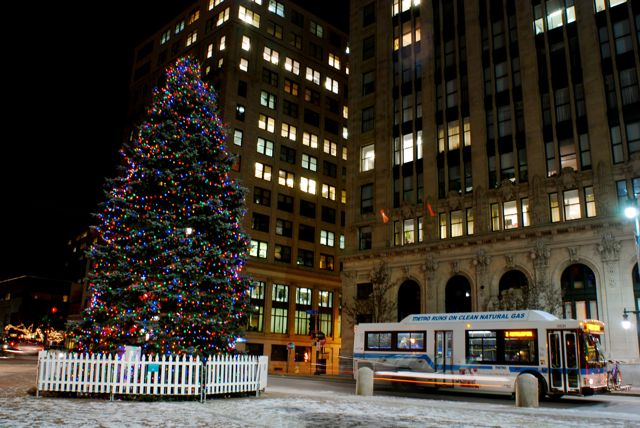
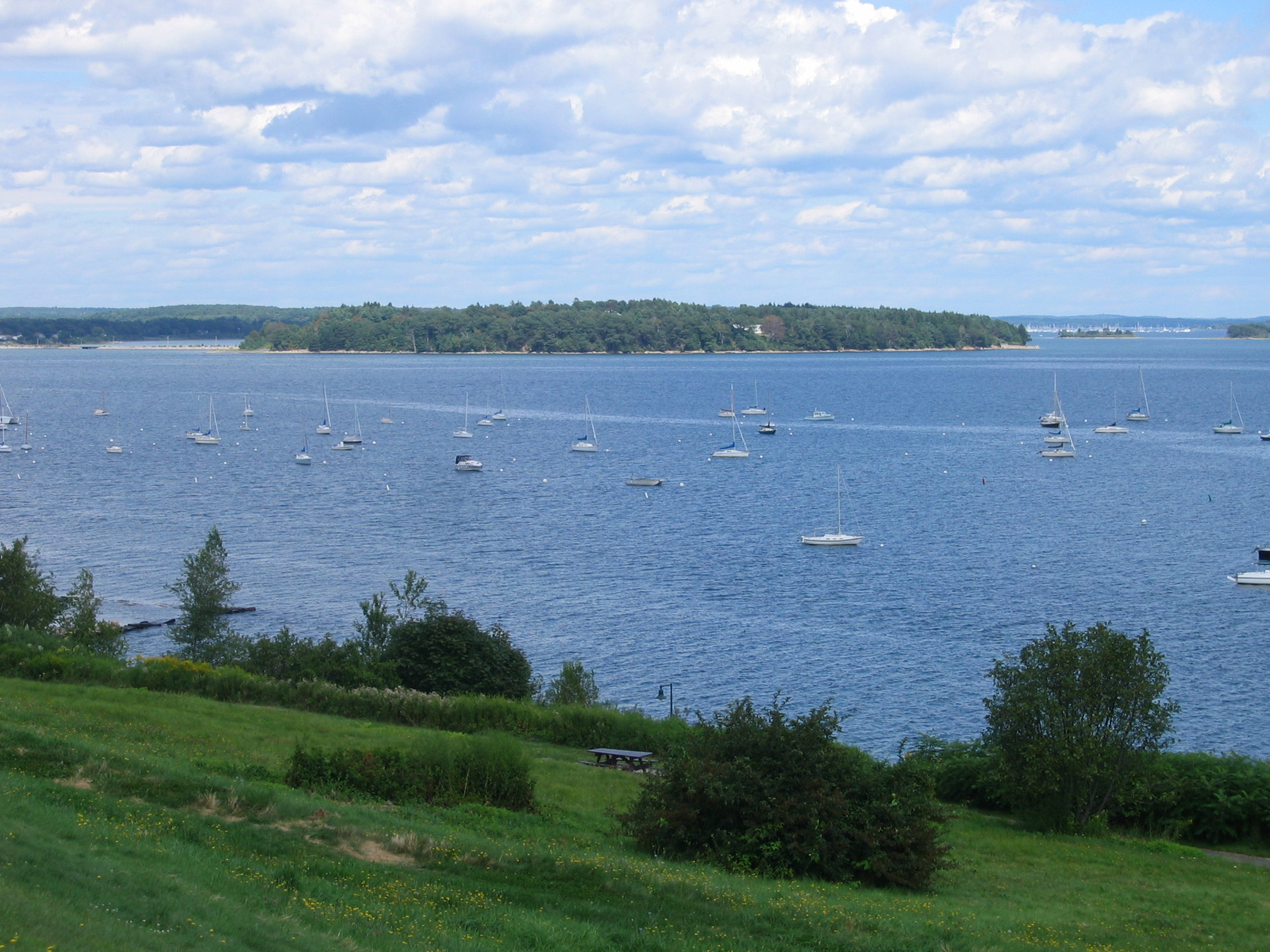
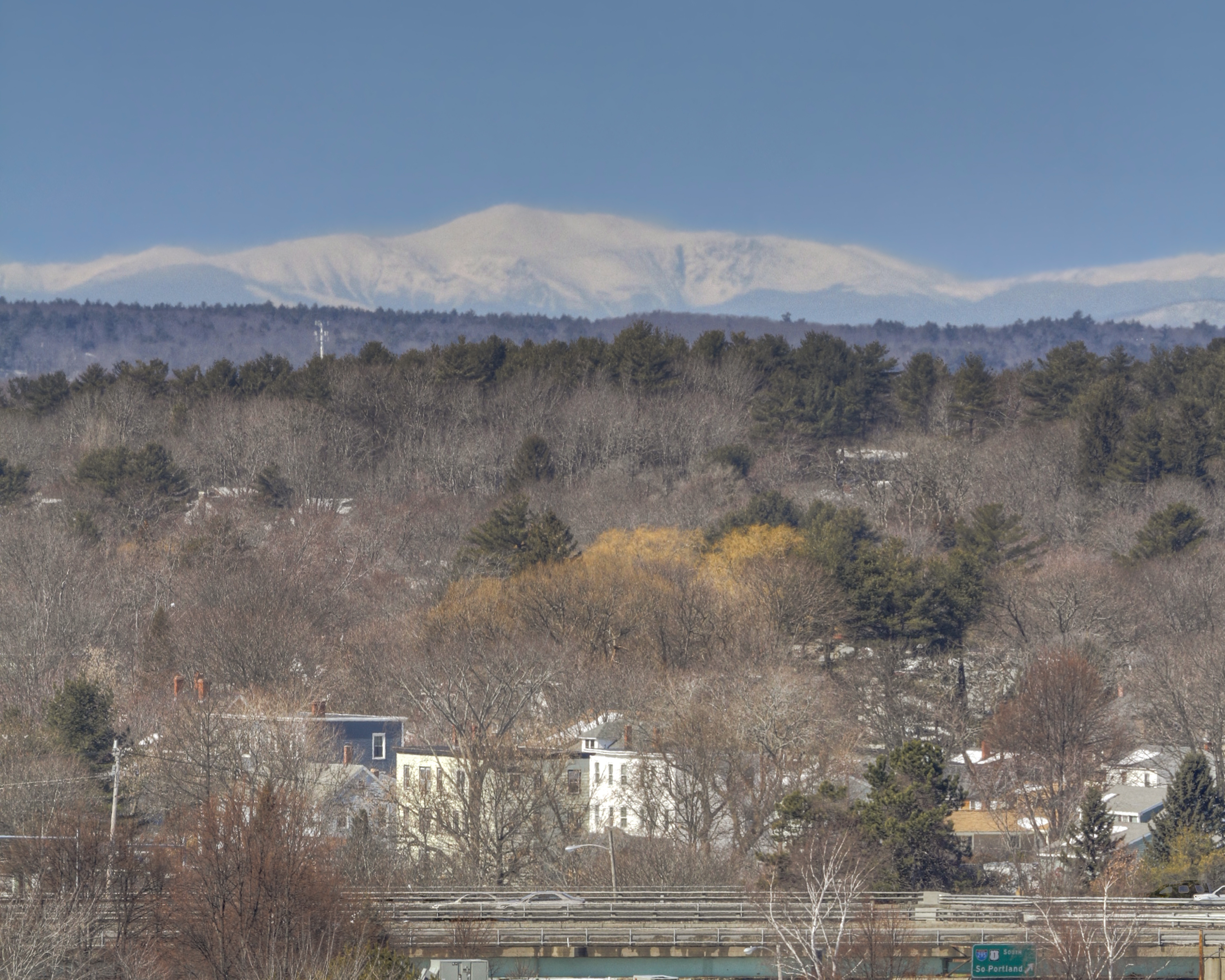
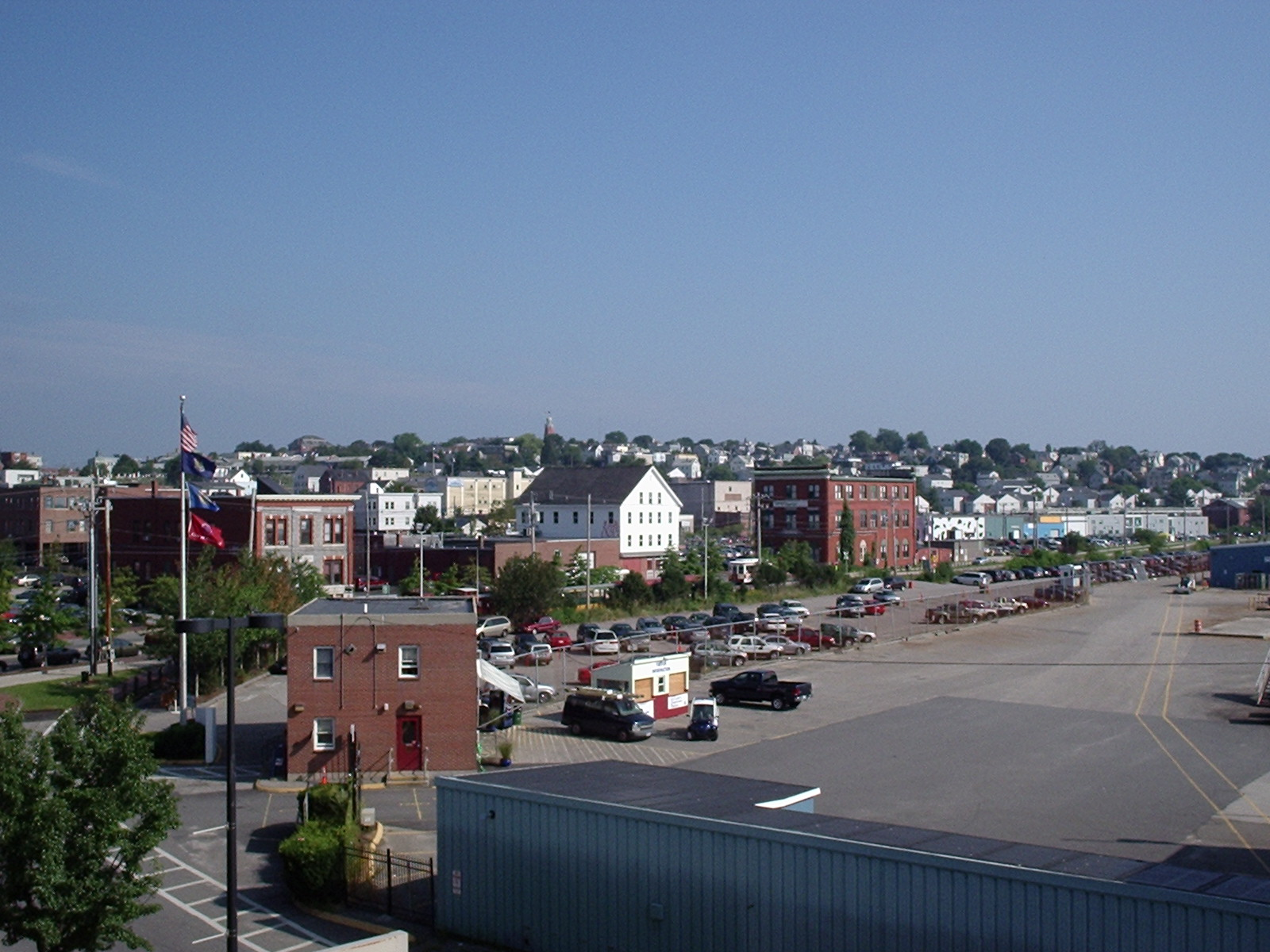
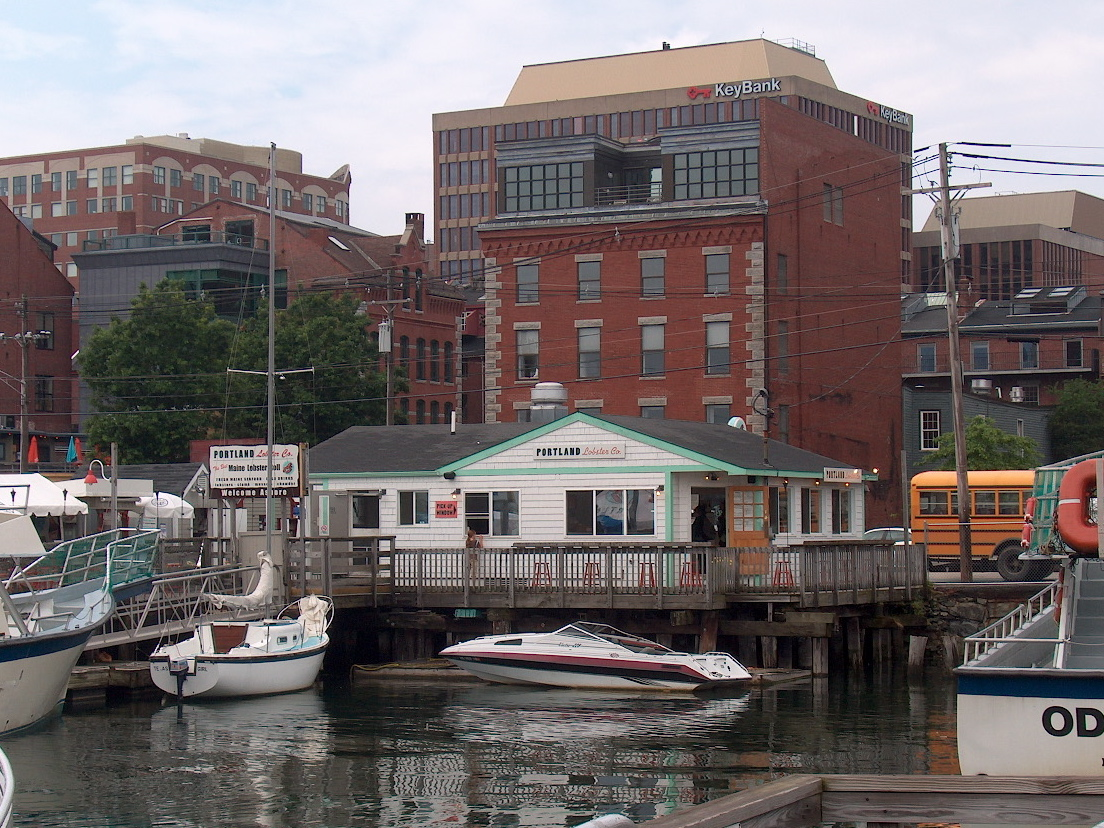
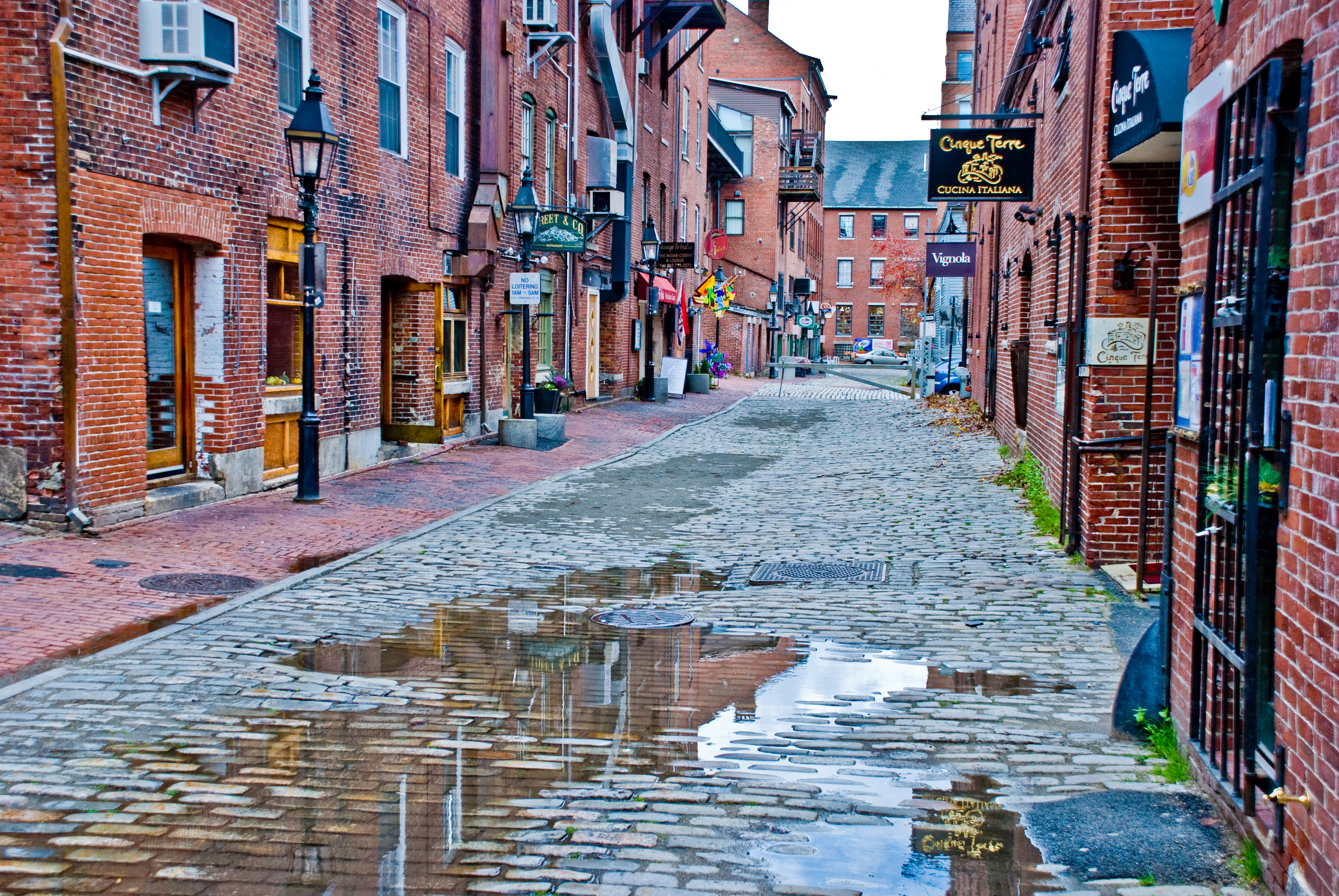